# Víctor González Maertens
Víctor Emerson González Maertens (Temuco, 26 de febrero de 1922-Temuco, 9 de julio de 2012) fue un abogado, empresario y político chileno, miembro del Partido Demócrata Cristiano (PDC). Se desempeñó como diputado de la República en representación de la 21ª Agrupación Departamental (en la actual región de La Araucanía), durante cinco periodos consecutivos entre 1957 y 1973. Además, fue ministro de Estado —en la cartera de Tierras y Colonización— durante el gobierno del presidente Eduardo Frei Montalva entre 1968 y 1970.

## Familia, estudios y carrera profesional
Nació en Santiago el 26 de febrero de 1922, hijo de Juan Bautista González del Canto y Katty Maertens Mueller (de ascendencia alemana).
Realizó sus estudios primarios en el Colegio Alemán de Temuco, y los secundarios en el Liceo de Hombres de la misma comuna, en la zona centro-sur del país. Luego, continuó los superiores en la Escuela de Leyes de la Universidad de Chile, donde se tituló de abogado en 1950 con la memoria Breve estudio comparativo de la legislación social de Nicaragua y Chile.
Ejerció su profesión en Temuco y en Santiago. Presidió la Sociedad Anónima Imprenta "Eros"; dirigió la Imprenta "El Escudo"; y fue consejero de la Caja de Colonización Agrícola. Más tarde fundó la empresa inmobiliaria "Víctor González Maertens Limitada"; e integró la junta directiva de la Universidad Autónoma de Chile con sede en Temuco, Talca y Santiago.
Se casó tres veces: primero con Lía Gutiérrez, con quien tuvo tres hijas; en la segunda ocasión con Kaliope Tampoullis; y en la tercera en 1983, con Rosa María Angélica Chomalí Molinas.

## Carrera política

### Inicios
Inició sus actividades políticas en el Partido Democrático Nacional (Padena) en 1942. Durante sus años universitarios se desempeñó como presidente de la Juventud de su partido y del Grupo Universitario Democrático (GUD) en esa misma casa de estudios. En 1957 se inscribió en el Partido Demócrata Cristiano (PDC).

### Diputación
En las elecciones parlamentarias de ese mismo año, fue elegido como diputado por la Vigesimoprimera Agrupación Departamental (correspondiente a los departamentos de Lautaro, Temuco, Pitrufquén, Nueva Imperial y Villarrica), por el periodo legislativo 1957-1961. Integró la Comisión Permanente de Hacienda. En 1959 viajó junto a otros parlamentarios en misión oficial a Estados Unidos.
En las elecciones parlamentarias de 1961, fue reelecto como diputado por la misma Agrupación Departamental, por el período 1961-1965. Integró la Comisión Permanente de Constitución, Legislación y Justicia; y fue diputado reemplazante en la Comisión Permanente de Agricultura y Colonización. En 1962 fue invitado por el Departamento de Estado de los Estados Unidos. Durante este período parlamentario fue autor de la iniciativa proyecto de ley y que fue ley de la República N°14.289 para financiamiento de la cancha de aterrizaje para los aviones en Temuco.
Paralelamente, en 1965 fue nombrado presidente de la Asamblea Democrática en Temuco del Padena.
En las elecciones parlamentarias de 1965, obtuvo nuevamente la reelección por la Vigesimoprimera Agrupación Departamental de Temuco, Lautaro, Imperial, Pitrufquén y Villarrica, por el período 1965-1969. Integró la Comisión Permanente de Trabajo y Legislación Social.

### Ministro de Estado
En 1968 renunció a su escaño en el Congreso Nacional para asumir como ministro de Tierras y Colonización, puesto para el que fue nombrado por el presidente Eduardo Frei Montalva el 21 de mayo de aquel año, permaneciendo en el cargo hasta el 3 de noviembre de 1970, día en que finalizó dicha administración.

### Nueva diputación
En las elecciones parlamentarias de 1973 fue nuevamente elegido como diputado por la Vigesimoprimera Agrupación Departamental de Temuco, Lautaro, Imperial, Pitrufquén y Villarrica, por el período 1973-1977. En esa ocasión integró la Comisión Permanente de Relaciones Exteriores y la de Integración latinoamericana. Sin embargo no logró finalizar su periodo parlamentario, a causa del golpe de Estado del 11 de septiembre de 1973. El Decreto Ley n° 27, del 21 de septiembre de ese año, disolvió el Congreso Nacional y declaró cesadas las funciones parlamentarias a contar de la fecha.

### Retorno a la democracia y últimos años
Tras el retorno a la democracia en 1990, fue cónsul de Chile en Berlín, Alemania, durante los gobiernos de la coalición centroizquierdista Concertación de Partidos por la Democracia e integró también el Colegio de Abogados de su país.
Sus últimos días los vivió en Temuco, en la zona centro-sur del país, donde desarrolló actividades empresariales, específicamente en el negocio inmobiliario. En 2008, la Municipalidad de Temuco lo nombró «Hijo Ilustre» de esa comuna.
Falleció en Temuco el 9 de julio de 2012, a la edad de 90 años.